# 植村澄三郎

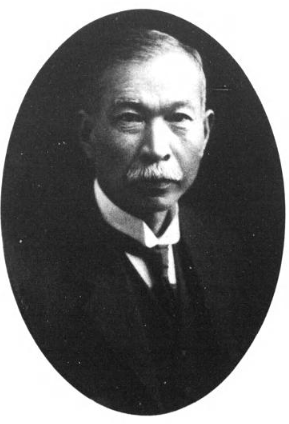
植村澄三郎

植村 澄三郎（うえむら ちょうざぶろう、1862年12月2日（文久2年10月11日） - 1941年（昭和16年）1月17日）は、日本の実業家。族籍は東京府士族。経団連会長植村甲午郎は息子、農学博士の渋沢寿一はひ孫にあたる。甲斐出身。

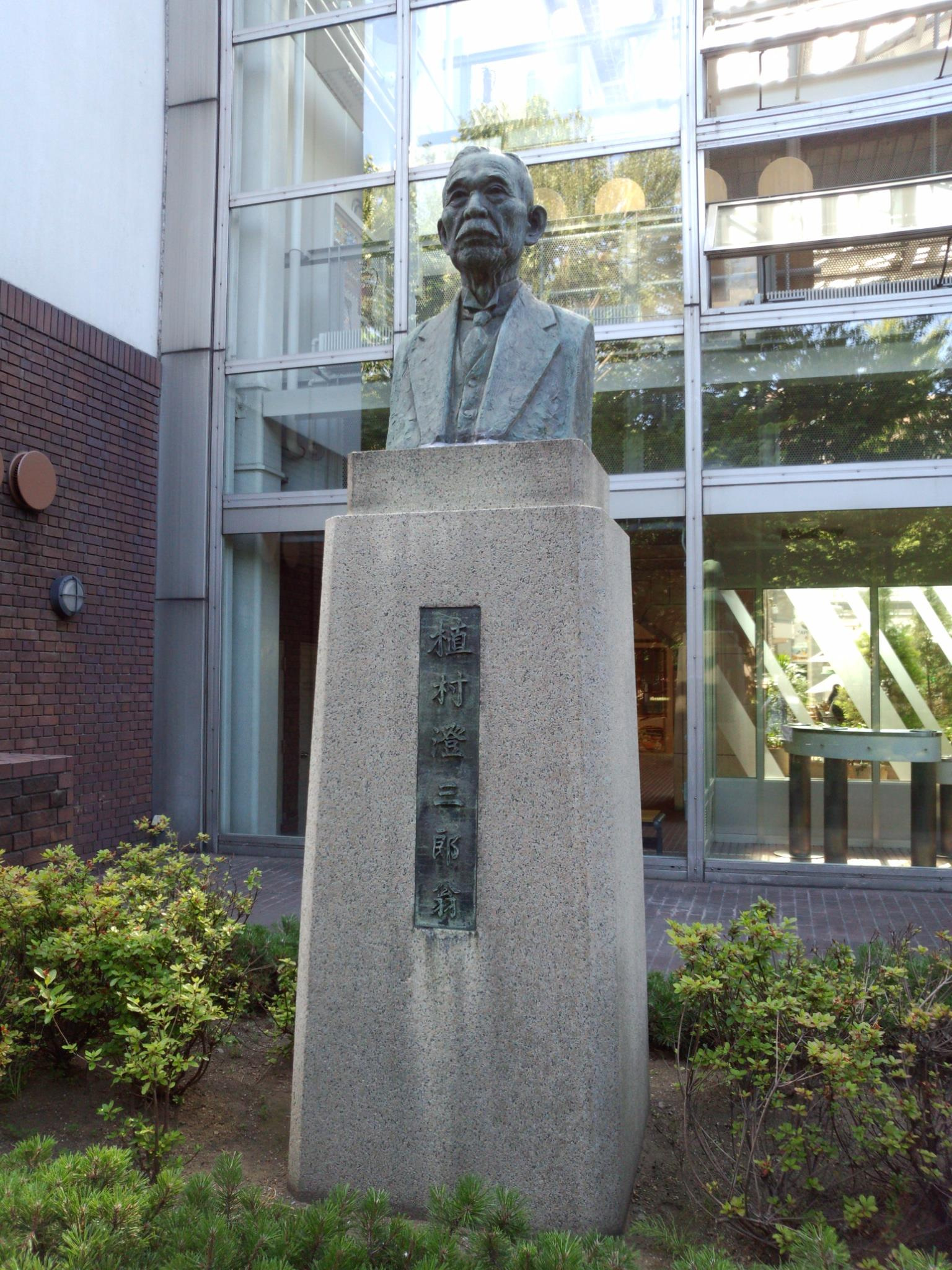
サッポロファクトリー敷地内にある植村澄三郎翁像

## 人物
甲斐国甲府（現山梨県）生まれ。幕臣・植村厚十郎の長男。明治維新の際横須賀に移住する。家は素より貧窮を極めたため、幼い頃から小田信樹の塾僕となり、傍ら漢籍を修めた。
1879年、上京し、開拓使の東京出張所吏員となる。後に大蔵省、農商務省等に勤務し、1887年、逓信省に転じ、累進して管理局次長となる。1889年、官を辞し実業界に入る。
1889年、北海道炭礦鉄道設立のときに入社し経理部支配人となり、渋沢栄一の勧めで1894年、札幌麦酒専務取締役、1906年、大日本麦酒常務取締役に就任、原料麦の改良、麦芽・ホップの国産化などにつとめた。
日本醋酸製造取締役会長、オリエンタル写真工業取締役会長、十勝開墾社長、三共、南米土地、理化学興業各取締役、電気化学工業、大和醸造各監査役、東宝映画、大日本麦酒、満州パルプ工業各相談役、維新史料編纂会委員などをつとめる。
1883年、家督を相続。宗教は神道。住所は東京市赤坂区青山南町、同区表町。墓所は多磨霊園。

## 家族・親族
植村家
- 父・厚十郎（旧幕臣）[1]
- 弟・金吾（1867年 - ?）[3]
- 妻・誠（1874年 - ?、和歌山士族、中島信次郎の姉、東洋英和高等女学校出身）[1][4][8]
- 長男・植村甲午郎[1]（1894年 - 1978年） - 経団連会長。住所は渋谷区千駄ヶ谷[4]。
  - 同妻・淑（男爵・富井周の妹）。子に植村泰忠、植村泰久（仙台放送社長）、彼らの岳父に元子爵の阪谷希一、参議院議員の辻政信。
- 二男・泰二（1896年 - 1971年）[4][9]　北海道大学卒業後、父親が会長を務めるオリエンタル写真工業に写真乳剤の研究者として入社し、のちに取締役[10]。1929年に写真化学研究所(P.C.L.)を共同設立し、同社社長兼光学録音機械メーカーの日本光音工業社長、東宝映画初代社長[10]。長女の中江泰子の成城小学校入学に合わせてP.C.L.の隣にテニスコート付きの豪邸を構えた（戦後西条八十の住居となり、1973年に取り壊し）[11]。長男はフルート奏者の植村泰一。
- 長女・梅（1898年 - ?、大蔵省専売局長官・荒井誠一郎の妻）[3]。誠一郎は元高田藩士・荒井善五郎の次男で、東京帝国大学法科大学英法科卒業[12]。のち大蔵省銀行局長、日本興業銀行副総裁、会計検査院院長、公認会計士審査会会長[13][14]。